# رایپلدینگن
رایپلدینگن (به آلمانی: Reipeldingen) یک شهر در آلمان است که در بیتبورگ-پروم واقع شده‌است.